# Russas (kommun)
Russas är en kommun i Brasilien.   Den ligger i delstaten Ceará, i den östra delen av landet, 1 600 km nordost om huvudstaden Brasília. Antalet invånare är 69 892.
Följande samhällen finns i Russas:
- Russas

Omgivningarna runt Russas är huvudsakligen savann. Runt Russas är det mycket glesbefolkat, med 6 invånare per kvadratkilometer.